# Mauritia scurra
Mauritia scurra är en art av porslinssnäckor som beskrevs av Johann Friedrich Gmelin 1791.

## Utbredning
Någorlunda ovanlig porslinssnäcka som finns utsprid på många områden i östra Indiska oceanen, östra Afrika, Röda havet, Somalia, Aldabra, Chagosöarna, Kenya, Tanzania, Zanzibar, Madagaskar, Maskarenerna, Mauritius, Moçambique, Seychellerna, östra Stilla havet, Malaysia, Sulusjön, östra Australien, Filippinerna, vid ön Samar, Franska Polynesien, Oceanien och Hawaii. Snäckan återfinns i korallrev nära stränder i subtidala och intertidala zonen. Den trivs också under stenar.

## Utseende
Snäckan blir ofta mellan 3,8 och 4,3 cm. Stora exemplar kan mäta upp till nära 6 cm.

## Underarter
Mauritia scurra har två underarter:
- Mauritia scurra occidua (C. P. Meyer & Lorenz, 2017)[1]
- Mauritia scurra scurra (Gmelin, 1791)[1]

Mauritia scurra mundula (Lorenz, 2002) och Mauritia scurra indica (Gmelin, 1791) ses som synonymer till Mauritia scurra scurra. Många varianter med olika utseende på skalet har därtill beskrivits.

## Bilder

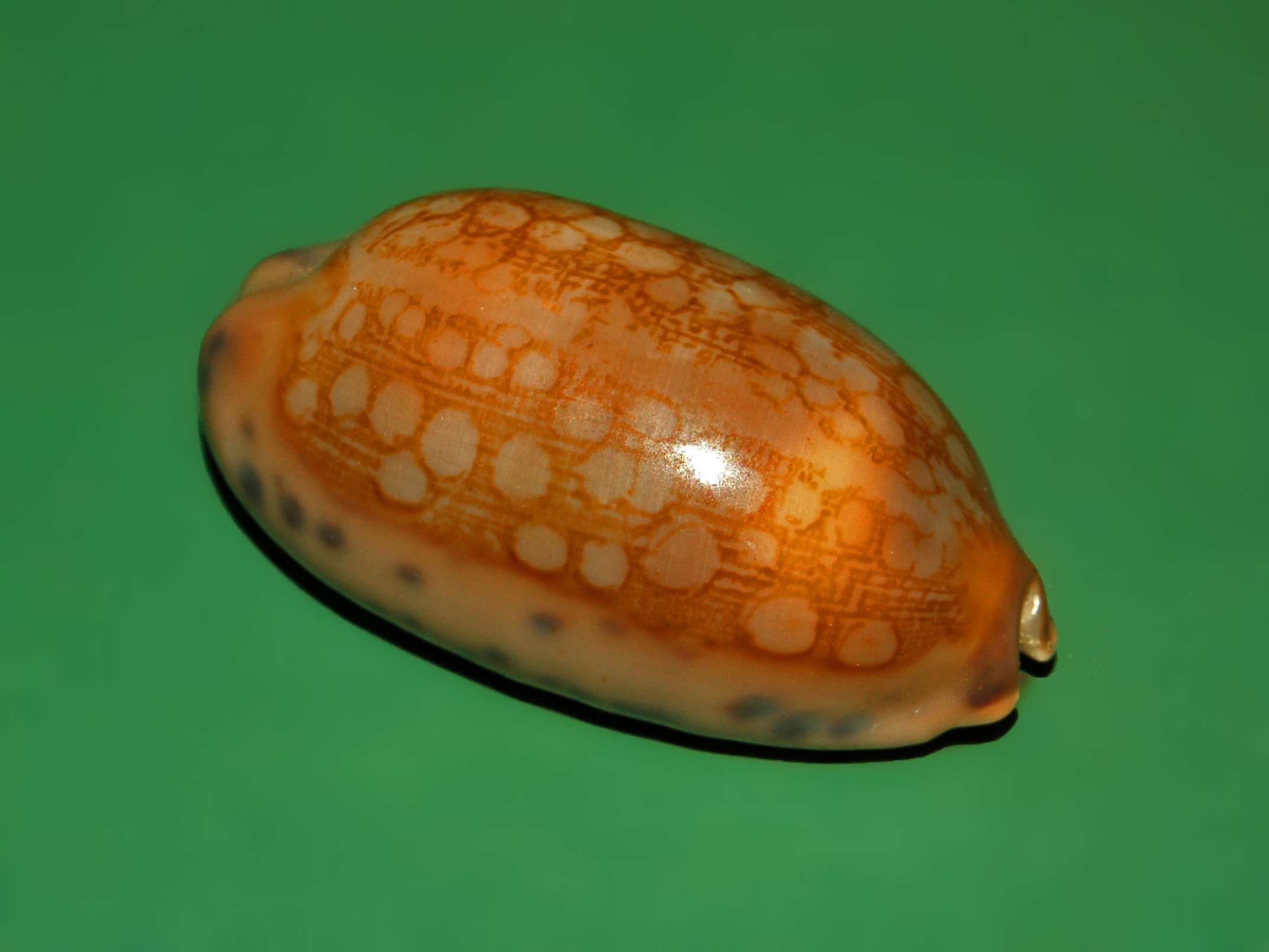
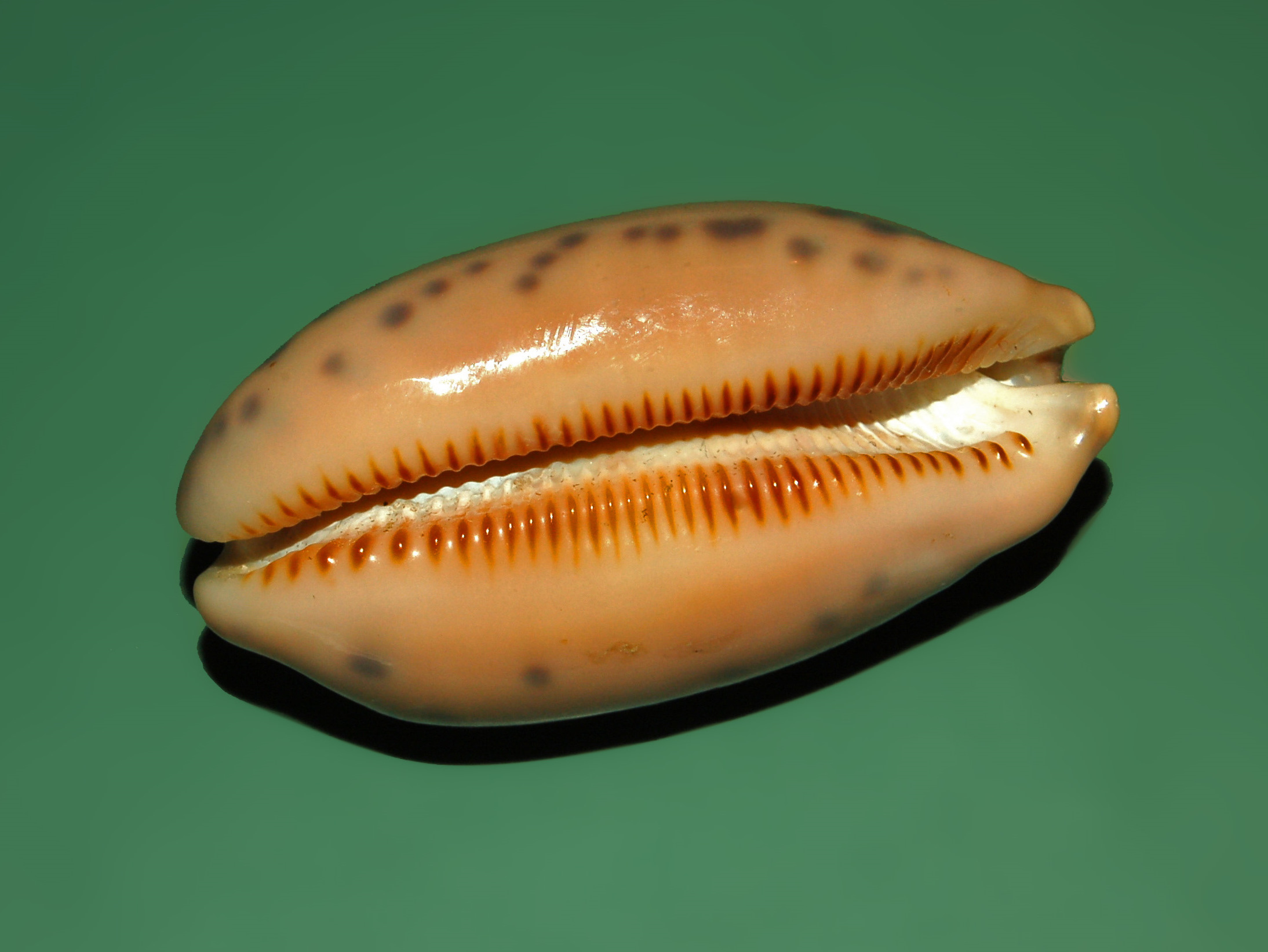